# Willem van der Vliet
Willem van der Vliet ou Willem Willemsz. van der Vliet  (vers 1584, Delft - 6 décembre 1642, Delft) est un peintre néerlandais du siècle d'or néerlandais.

## Biographie
Willem van der Vliet est né vers 1584 à Delft aux Pays-Bas. Très probablement, il a étudié la peinture auprès de Michiel Jansz. van Mierevelt. Il devient membre de la Guilde de Saint-Luc de Delft vers 1615, dont il devient doyen en 1634. Il est connu comme peintre portraitiste et de scènes historiques. Il trouve de l'inspiration auprès des peintres caravagistes d'Utrecht, Gerrit van Honthorst et Peter Wtewael, et de Leyde, Jan Lievens. Sa peinture évolue vers plus de classicisme, vers une peinture plus statique, intemporelle et calme.
Willem van der Vliet a vécu dans la rue Choorstraat à Delft vers 1615. Il est propriétaire d'un grand patrimoine immobilier à Delft.
Il enseigne la peinture à son neveu Hendrick Cornelisz. van Vliet qui est connu pour peindre des édifices religieux.

## Œuvres
- Portrait d'un homme à chapeau assis[1], Musée du Louvre, Paris, France
- Portrait d'un bourgmestre et de son épouse, 1625, musée d'Amiens,
- Suitbertus Purmerent, 1631, National Gallery, Londres
- Jeune Garçon, 1638, Rijksmuseum, Amsterdam
- Portrait d'homme, 1640, musée d'Utrecht